# Агръ
Агръ (на турски: Ağrı, произношение на турски Ааръ̀) е град в Източна Турция.

## География
Градът е главен административен център на едноименния вилает Агръ. В български превод името на града означава болка, скръб. Население 145 357 жители от преброяването през 2013 г. В Турция град Ааръ е известен също с названието Каракьосе (Karaköse).

## История
Агръ получава статут на град през 1834 г. През 1927 г. става главен административен център на едноименния вилает.